# Storm Lake
La ville de Storm Lake est le siège du comté de Buena Vista, dans l’État de l’Iowa, aux États-Unis. Elle comptait 10 076 habitants lors du recensement de 2000.

## Source
- (en) Cet article est partiellement ou en totalité issu de l’article de Wikipédia en anglais intitulé « Storm Lake, Iowa » (voir la liste des auteurs).